# Waterford, Kalifornien
Waterford är en stad (city) i Stanislaus County, i delstaten Kalifornien, USA. Enligt United States Census Bureau har staden en folkmängd på 8 525 invånare (2011) och en landarea på 6 km².